# André Soubiran
Pour les articles homonymes, voir Soubiran.
Œuvres principales
- J'étais médecin avec les chars
- Le Journal d'une femme en blanc

André Soubiran, né le 29 juillet 1910 à Paris et mort dans la même ville le 29 juillet 1999,, est un médecin et écrivain français.

## Biographie
Né à Paris, André Soubiran grandit cependant à Gimont dans le Gers, ville d'origine de sa mère, durant la Première Guerre mondiale, alors que son père officier participe à l'expédition de Salonique, où il meurt en 1918.
André Soubiran fait ses études à la faculté de médecine de Toulouse puis à Paris où il soutient en 1935 sa thèse de médecine intitulée Avicenne, prince des médecins, sa vie et sa doctrine.
Après sa participation à la bataille de France, il se réfugie en 1940 de nouveau à Gimont, où il écrit son journal de guerre J'étais médecin avec les chars. Il y commence également sa série Les Hommes en blanc, livre qui connaît un grand succès.
Médecin à l'écoute de ses pairs, il fonde en 1952 l'Automobile club médical de France (ACMF), association destinée à protéger la qualité de vie des professionnels de santé.
Il est également connu pour Le Journal d'une femme en blanc qui pose la question de société de l'avortement dans les années 1960, en décrivant sa réalité.

## Vie privée
Il est l'époux de Giselle Soubiran, kinésithérapeute de formation qui a contribué, avec Julian de Ajuriaguerra, à l'institutionnalisation de la psychomotricité en France. Mort à Paris, il est inhumé à Gimont.

## Distinctions
- Prix Larrey de l'Académie de médecine (1935)
- Croix de guerre 1939-1945
- Prix Renaudot (1943)
- Prix Louis-Paul-Miller de l’Académie française (1943)
- Prix Jansen de l'Académie de médecine (1963)

### Ouvrages
- Avicenne, prince des médecins, Paris : Lipschutz, 1935, in-8, 176 p., thèse de médecine, (Prix Larrey de l'Académie de médecine, 1935)
- J'étais médecin avec les chars, Paris-Toulouse : Didier, 1943, in-16, 320 p. Prix Renaudot et prix Louis-Paul-Miller de l’Académie française en 1943
- Les Hommes en blanc
  - Tome 1 : Tu seras médecin, Paris : Didier, 1947, in-16, 301 p.
  - Tome 2 : La Nuit de bal, Paris : Segep, 1949, in-16, 368 p.
  - Tome 3 : Le Grand Métier, Paris : Segep, 1951, in-16, 539 p.
  - Tome 4 : Au revoir, docteur Roch ! , Paris : Kent-Segep, 1958, in-16, 463 p.

Les Hommes en blanc furent édités en 6 volumes, en 1972, dans la collection du Livre de Poche :
- - Tome 1 : Tu seras médecin, 351 p.
  - Tome 2 : La Nuit de bal, 383 p.
  - Tome 3 : Le Grand Métier, 317 p.
  - Tome 4 : Un grand amour, 315 p.
  - Tome 5 : Le Témoignage, 320 p.
  - Tome 6 : Au revoir, docteur Roch, 285 p.
- L'Île aux fous , Paris : Segep, 1955, in-16, 448 p.
- Le Journal de la médecine (Prix Jansen de l'Académie de Médecine, 1963, en collaboration avec J. de Kearney), Paris : Kent-Segep, 1960,in-fol, 207 p.
- Ce bon docteur Guillotin et sa simple mécanique, Paris : Perrin, 1962, in-8, 315 p.
- Soyez belle...,Paris : Lucroma,1962, in-16 :
  - Pour la beauté des seins, 18 p.
  - Pour retrouver la ligne après l'accouchement, 18 p.
  - Pour combattre la cellulite, 18 p.
  - Pour remodeler cuisses et hanches, 18 p.
- Le Journal d'une femme en blanc
  - Tome 1, Paris : Kent-Segep, 1963, in-16, 320 p.
  - Tome 2 , Paris : Kent-Segep, 1964, in-16, 368 p.
- Des conseils pour l'auto, Paris : Fayard, 1963, 256 p.
- Le Petit Journal de la médecine (avec la collaboration de Jean de Kearney), Paris : Perrin, 1964, in-8, 319 p.
- Le Baron Larrey chirurgien de Napoléon , Paris : Fayard, 1966, 525 p.
- Napoléon et un million de morts , Paris : Fayard, 1966, 525 p.
- Lettre ouverte à une femme d'aujourd'hui (Prix Sévigné 1967), Paris : A. Michel, 1967, in-16, 159 p.
- 20 lettres à une femme dans le vent , Paris : kent-segen, 1970, 224 p.
- 20 lettres, madame, pour sa santé, ou votre mari est surmené, Paris : Kent-Segen, 1971, 255 p.
- La lumière qui vint de Noël : conte (avec la collaboration de J.-M. Soubiran), 1971
- Le Sommeil en 20 leçons (Dessins de Piem), Paris : Kent-Segen, 1972, 221 p.
- Histoires en blanc (avec la collaboration de J.M. Soubiran), Paris : Kent-Sagen, 1973, 253 p.
- Un coup de grâce, Paris : Kent-Segep, 1975, 406 p.
- Le Stress vaincu (avec la collaboration de Christen Yves), Paris : Albin Michel, 1981, 192 p.
- Mort de mon père ou du "prix" de quelques vies humaines dans une carrière d'officier , Paris : Collection Bleu Horizon, 1997, 56 p.

### Adaptation de ses œuvres
Au cinéma
- 1955 : Les Hommes en blanc, de Ralph Habib
- 1965 : Journal d'une femme en blanc, de Claude Autant-Lara